# Siarczan radu
Siarczan radu, RaSO
4 – nieorganiczny związek chemiczny z grupy siarczanów, sól radu i kwasu siarkowego.

## Otrzymywanie
Można go otrzymać przez wytrącenie z roztworu dowolnej rozpuszczalnej soli radu za pomocą rozcieńczonego kwasu siarkowego lub rozpuszczalnego siarczanu, np. :
RaCl
2 + Na
2SO
4 → 2NaCl + RaSO
4↓
Tak uzyskany precypitat suszy się poprzez ogrzewanie w suchym powietrzu w temperaturze 300 °C.
Inną metodą jego otrzymywania jest kilkukrotne odparowanie do sucha mieszaniny bromku radu z czystym kwasem siarkowym.

## Właściwości
Tworzy białe kryształy. Jest bardzo słabo rozpuszczalny w wodzie (2,1 mg/l), najsłabiej spośród wszystkich siarczanów metali z grupy 2, około 100 razy słabiej niż siarczanu baru. Jest dzięki temu mniej szkodliwy od innych związków radu. Rozpuszcza się w stężonym H
2SO
4, przy czym znaczący wzrost rozpuszczalności – od kilku mg/l do >80 mg/l – następuje w zakresie stężeń 65–70%.
W wyniku spalenia z reduktorami, takimi jak węglik wapnia, wodorek wapnia lub węgiel, przekształca się w siarczek radu, RaS.

## Zastosowanie
Stosowany jest jako standard promieniowania radu.